# Maddalena penitente (Luca Giordano)
La Maddalena penitente  è un dipinto a olio su tela (153×124 cm) di Luca Giordano, databile dal 1660 al 1665 e conservato presso il museo del Prado di Madrid.

## Descrizione
Il dipinto, considerato di eccellente fattura, mostra ancora la forte influenza riberesca appresa in età giovane dal Giordano la quale ne ha caratterizzato lo stile di pittura di molte sue composizioni future. Un confronto col celeberrimo Apollo e Marsia (1637)  del museo di Capodimonte evidenzia, infatti, il bellissimo panneggio rosa, l'ambientazione scabra e giocata su tonalità grigie e terrose del terreno e delle rocce che era tipico del Ribera. A questo vanno aggiunti particolari come le vesti stracciate, simili a quelli di uno dei tanti filosofi o santi dipinti dal pittore spagnolo ed il forte realismo tipico delle opere del Ribera. 
La tela, infine, mostrando una forte conoscenza della pittura veneta acquisita durante il suo importante soggiorno a Venezia, pone il richiamo alle Maddalene di Tiziano ed anche di Veronese.